# Vicente Guerrero, Candelaria
Vicente Guerrero är en ort i Mexiko.   Den ligger i kommunen Candelaria och delstaten Campeche, i den sydöstra delen av landet, 800 km öster om huvudstaden Mexico City. Vicente Guerrero ligger 17 meter över havet och antalet invånare är 374.
Terrängen runt Vicente Guerrero är mycket platt. Runt Vicente Guerrero är det glesbefolkat, med 11 invånare per kvadratkilometer. Närmaste större samhälle är General Francisco J. Mújica, 18,6 km öster om Vicente Guerrero. I omgivningarna runt Vicente Guerrero växer i huvudsak städsegrön lövskog.